# Élections fédérales suisses de 2015
Les élections fédérales suisses de 2015 pour la 50e législature de l'Assemblée fédérale suisse ont lieu le 18 octobre 2015 pour les 200 sièges du Conseil national et pour le premier tour de l'élection de 45 des 46 sièges au Conseil des États. L'élection au Conseil des États relevant de la compétence des cantons, la Landsgemeinde du canton d'Appenzell Rhodes-Intérieures réélit son représentant, Ivo Bischofberger (PDC), au Conseil des États le 26 avril 2015.
Dans 12 cantons, plusieurs scrutins de ballotage (2e tour) sont organisés afin d'élire les candidats à l'élection au Conseil des États n'ayant pas obtenu la majorité absolue des voix les 1er novembre 2015 (VS), 8 novembre 2015 (FR, GE, VD), 15 novembre 2015 (BE, LU, OW, SG, SO, TI) et 22 novembre 2015 (AG, ZH).

## Corps électoral
Peuvent élire et se présenter à ces élections du Conseil national:
- toutes et tous les citoyens suisses âgés de plus de 18 ans vivant en Suisse;
- toute et tout Suisses de l'étranger âgé de plus de 18 ans, s'il ou elle est inscrite sur les listes électorales.

En outre, peuvent élire et se présenter aux élections du Conseil des États:
- toutes et tous les citoyens suisses âgés de plus de 18 ans vivant en Suisse;
- uniquement les Suisses de l'étranger âgés de plus de 18 ans inscrits dans les 11 cantons de Berne, Bâle-Campagne, Fribourg, Genève, des Grisons, du Jura, de Neuchâtel, Soleure, Schwytz, Zurich et uniquement pour les citoyens originaires du Tessin[3];
- mais également les étrangers et les apatrides âgés de plus de 18 ans vivant depuis 5 ans dans le Canton de Neuchâtel[4],[5] et les étrangers vivant depuis 10 ans en Suisse et un an dans le Canton du Jura[6],[7]. Ces derniers, dans ces deux cantons, peuvent toutefois élire mais ne peuvent pas être élus.

Ne peuvent qu'élire mais ne peuvent pas se présenter au Conseil des États:
- Les citoyens Glaronnais âgés de 16 ans et 17 ans[8],[9].

## Répartition des sièges
Alors qu'auparavant, et ce jusqu'en 2011, cette répartition des sièges restait valable pour plusieurs législatures, il a été décidé qu'à chaque renouvellement intégral de la chambre basse du parlement, et ce dès 2015, une répartition des sièges basée sur la population résidente serait prise en compte. À la suite du recensement de la population résidente au 31 décembre 2012, les cantons de Zurich (35) , d’Argovie (16) et du Valais (8) disposeront chacun d’un siège supplémentaire alors que les cantons de Berne (25), de Soleure (6) et de Neuchâtel (4) perdront par contre chacun un siège.

## Partis enregistrés
Si un parti politique possède des statuts en tant qu'association au sens des art. 60ss du CCS et qu'il est au moment de l'inscription représenté sous le même nom par au moins un député au Conseil national ou par au moins trois députés
dans trois parlements cantonaux, alors le parti peut s'enregistrer auprès de la Chancellerie fédérale. Un enregistrement sert à faciliter le nombre de signatures requises afin de présenter une liste, nombre variant de 400 signatures pour les cantons de Berne et de Zurich, à 200 (AG, GE, SG, VD) voire à 100 signatures pour tous les autres cantons. Les partis enregistrés pour les élections de 2015 sont au nombre de 11 (-3 par rapport aux élections précédentes):
- Parti évangélique suisse (Evangelische Volkspartei der Schweiz - Partito evangelico svizzero - Partida Evangelica Svizra)
- PLR.Les Libéraux-Radicaux (FDP.Die Liberalen - PLR.I Liberali - PLD.Ils Liberals)
- Union démocratique fédérale (Eidgenössisch-Demokratische Union - Unione Democratica Federale - Uniun democrata federala)
- Parti démocrate-chrétien (Christlichdemokratische Volkspartei der Schweiz - Partito Popolare Democratico - Partida Cristian-democratica)
- Parti socialiste suisse (Sozialdemokratische Partei der Schweiz - Partito socialista svizzero - Partida Socialdemocratica de la Svizra)
- Parti écologiste suisse (Les Verts) (Grüne Partei der Schweiz - I Verdi - Partito ecologista svizzero - La Verda - Partida Ecologica Svizra)
- Union démocratique du centre (Schweizerische Volkspartei - Unione democratica di centro - Partida Populara Svizra)
- Centre-Gauche PCS Suisse (Mitte Links - CSP Schweiz - Partito cristiano sociale - Partida cristiansociala de la Svizra)
- Parti vert'libéral (Grünliberale Partei Schweiz - Partito verde liberale - Partida Verda-Liberala)
- Parti bourgeois-démocratique (Bürgerlich-Demokratische Partei Schweiz - Partito borghese-democratico Svizzero - Partida burgais democratica Svizra)
- Ligue des Tessinois (Lega dei Ticinesi)

## Financement des partis politiques
Le 17 août 2015, à deux mois des élections fédérales, le Groupe d'États contre la corruption (GRECO) du Conseil de l'Europe a rendu un rapport intermédiaire négatif sur le manque de transparence du financement des partis politiques suisses, et ceci malgré plusieurs rapports négatifs rendus par le passé sur ce sujet. La Suisse est le seul État membre de cette instance du Conseil de l'Europe sans législation nationale sur la transparence du financement des partis politiques. Le Conseil fédéral n'ayant pas l'intention de mettre en œuvre ces recommandations, le GRECO va poursuivre sa procédure de non-conformité à l'égard de la Suisse. Le Conseil fédéral devra lui soumettre un nouveau rapport sur les mesures qu'il entend prendre d'ici à fin mars 2016. Néanmoins, le GRECO constate que sur le plan cantonal, le canton du Tessin, le canton de Genève et le canton de Neuchâtel ont mis en place leurs propres réglementations,.

## Vote électronique
En 2011, 22 000 électeurs des cantons d'Argovie, de Bâle-Ville, des Grisons et de Saint-Gall avaient pu voter par voie électronique. Toutefois, lors de ces élections, seuls les électeurs suisses de l'étranger des cantons concernés avaient pu prendre part aux essais.
En date du 11 août 2015, 14 cantons (Argovie, Bâle-Ville, Berne, Fribourg, Genève, Glaris, Grisons, Lucerne, Neuchâtel, Saint-Gall, Schaffhouse, Soleure, Thurgovie et Zurich) offraient la possibilité de voter de façon électronique via trois consortiums, CHvote (GE, BE, BS, LU), Guichet Unique-Scytl (NE) et Vote électronique-Unisys (AG, FR, GL, GR, SG, SH, SO, TG et ZH).
Revendication de longue date de la Cinquième Suisse via le Conseil des Suisses de l'Étranger, le vote électronique devait être mis en place dans ces cantons, sauf pour le Canton de Berne qui avait décidé, pour cause de problème de logiciel de traitement des résultats, de renoncer au vote électronique pour cette année.
Pour les treize autres cantons, le Conseil fédéral s'est prononcé le 12 août 2015 sur l'autorisation de procéder au vote électronique. Finalement, seuls quatre cantons (Genève, Bâle-Ville, Lucerne et Neuchâtel) ont reçu l'autorisation d'offrir la possibilité de voter électroniquement. Cela concerne les 34 000 Suisses de l'étranger de ces cantons et 96 000 électeurs domiciliés dans les Cantons de Genève et Neuchâtel.

## Participation des Suisses de l'étranger
Sur les 747 000 citoyens suisses vivants à l'étranger, 59 candidats (-16 par rapport à 2011) figurant sur 16 listes différentes représenteront les 142 000 électeurs de la 5e Suisse inscrits au registre électoral. Ils sont le plus présents sur les listes de l'UDC qui, à elle seule, totalise 30 candidatures. 14 canidatures de Suisses de l'Étranger sont sur les listes du PS, 9 sur celles du PDC et 5 sur les listes des Verts. Le PLR ne présente qu'un seul candidat. D'après les médias, le diplomate socialiste Tim Guldimann (négociateur pour l'Organisation pour la sécurité et la coopération en Europe en Ukraine notamment) semble le mieux placé pour remporter un siège à Zurich, ce qui serait une première pour un expatrié.

## Composition juste avant les élections
| Partis | Partis                       | Sigles | Groupe | Tendances politiques                                                            | Résultats en 2011 | Résultats en 2011 |
| Partis | Partis                       | Sigles | Groupe | Tendances politiques                                                            | CN                | CE                |
| ------ | ---------------------------- | ------ | ------ | ------------------------------------------------------------------------------- | ----------------- | ----------------- |
|        | Union démocratique du centre | UDC    | V      | Droite à extrême droite conservatisme, libéralisme, souverainisme               | 54                | 5                 |
|        | Parti socialiste             | PSS    | S      | Gauche social-démocratie, europhilie, anticapitalisme                           | 46                | 11                |
|        | Parti libéral-radical        | PLR    | RL     | Droite libéralisme, radicalisme                                                 | 30                | 11                |
|        | Parti démocrate-chrétien     | PDC    | CE     | Centre droit Démocratie chrétienne, conservatisme social                        | 28                | 13                |
|        | Parti écologiste             | PES    | G      | Gauche écologisme, europhilie, progressisme                                     | 15                | 2                 |
|        | Vert'libéraux                | PVL    | GL     | Centre écologisme, Libéralisme                                                  | 12                | 2                 |
|        | Parti bourgeois-démocratique | PBD    | BD     | Centre droit libéralisme, conservatisme fiscal, libéralisme, progressisme       | 9                 | 1                 |
|        | Parti évangélique            | PEV    | CE     | Centre à centre gauche Démocratie chrétienne, Conservatisme social , europhilie | 2                 | 0                 |
|        | Ligue des Tessinois          | Lega   | V      | Droite régionalisme, populisme, national-conservatisme, euroscepticisme         | 2                 | 0                 |
|        | Centre gauche - PCS          | PCS    | CE     | Centre gauche christianisme social, progressisme, démocratie chrétienne         | 1                 | 0                 |
|        | Mouvement citoyens genevois  | MCG    | V      | Droite Régionalisme, populisme                                                  | 1                 | 0                 |

- BD = Bourgeois démocratique
- CE = Christlich, Evangelisch (Chrétien, évangélique)
- G = Grün (Verts)
- GL = Grünliberal (Vert libéral)
- RL = Radical libéral
- S = Socialiste
- V = Volkspartei (traduction de la SVP-UDC en français : « Parti du peuple » (Volk))

† À noter que certains groupes ont une abréviation officielle en allemand, certains en français

## Campagne
La campagne tourne en grande partie autour du thème de l'immigration.

### Ambitions électorales
- L'UDC désire rester le premier parti en nombre de voix et ne pas passer en dessous de 26,6 % des voix[25].
- Le PSS désire récolter 20 % des suffrages et veut pouvoir éviter l’élection au Conseil fédéral de deux UDC et de deux PLR. Le président du PS se dit aussi prêt à réélire Eveline Widmer-Schlumpf[26].
- Le PLR veut dépasser le PSS pour devenir le deuxième parti du pays[27].
- Le PDC espère obtenir 2 % de plus pour gagner 14,3 % des voix et par conséquent un siège supplémentaire (30) au Conseil national et deux Sénateurs en plus au Conseil des États[28].
- Les Verts désirent maintenir les sièges actuels tout en évoquant des cantons où ils peuvent potentiellement en gagner un (Bâle-Ville et le Tessin). Selon Adèle Thorens Goumaz, coprésidente, les principaux thèmes de campagne seront la sortie du nucléaire, la stratégie énergétique et l'économie verte[29].
- Les Vert'libéraux espèrent atteindre 7 % ou 8 % et espèrent des apparentements avec le PBD et le PDC[30].
- Le PBD espère gagner trois sièges supplémentaires[31]. Le parti souhaite en décrocher un en Suisse romande, dans le canton de Vaud [32].
- La Lega désire maintenir ses deux sièges au Conseil national et remporter un siège au Conseil des États[33].

### Slogans électoraux
Pour 2015, certains partis ont décidé de faire campagne sur un slogan.
- PBD : « Votez PBD ! Renforcez la Suisse ! »[34]
- PDC : « Fais-le ! »[35]
- PES : « Prendre le parti de l’avenir, voter vert »[36]
- PLR : « Liberté, cohésion et innovation »[37]
- PSS : « Pour tous, sans privilèges ! », slogan identique à la campagne de 2011[38].
- PVL : « Agir maintenant »[39]
- UDC : « Rester libre »[40]

## Sortants ne renouvelant pas leur candidature
Les députés ne renouvelant pas leur candidature sont au nombre de 37 ce qui représente un taux de renouvellement d'uniquement 15 %. Ce sont donc 209 sortants qui se représentent à leur propre succession. Ce nombre est le plus élevé depuis 1987, date des premières statistiques archivées.
Au Conseil national, c'est un député sur huit qui ne se représente pas et au Conseil des États, c'est un sur quatre. Toutefois, ce chiffre serait lié au nombre, lui aussi important, de 29 députés ayant cessé leurs mandats en cours de législature. Sur ces 29 députés, 3 viennent-ensuite ont pris leur fonction à la suite d'un décès du ou de la parlementaire[réf. souhaitée].

### Conseillers nationaux démissionnaires (état le 17 juillet 2015)[41]
- 9 pour l'UDC : Max Binder (ZH), Toni Bortoluzzi (ZH), André Bugnon (VD), Oskar Freysinger (VS), Jean-Pierre Graber (BE), Rudolf Joder (BE), Hans Killer (AG), Christian Miesch (BL), Pierre-François Veillon (VD)
- 5 pour le PSS : Maria Bernasconi (GE), Jacqueline Fehr (ZH), Andreas Gross (ZH), Stéphane Rossini (VS), Éric Voruz (VD)
- 4 pour le PLR : Andrea Caroni (AR), Gabi Huber (UR), Pierre-André Monnard (NE), Sylvie Perrinjaquet (NE)
- 4 pour le PES : Francine John-Calame (NE), Ueli Leuenberger (GE), Geri Müller (AG), Daniel Vischer (ZH)
- 3 pour le PDC : Christophe Darbellay (VS), Ruedi Lustenberger (LU), Lucrezia Meier-Schatz (SG)
- 1 pour le PBD : Hansjörg Hassler (GR)

### Conseillers aux États démissionnaires (état le 17 juillet 2015)[42]
- 5 pour le PLR : Hans Altherr (AR), Christine Egerszegi-Obrist (AG), Felix Gutzwiller (ZH), Hans Hess (OW), Georges Theiler (LU)
- 4 pour le PDC : Peter Bieri (ZG), René Imoberdorf (VS), Paul Niederberger (NW), Urs Schwaller (FR)
- 2 pour le PVL : Verena Diener (ZH), Markus Stadler (UR)

## Sondages d'opinion préélectoraux
| Date     | Institut/client           | UDC    | PSS    | PLR    | PDC    | PES   | PBD   | PVL   | PEV   | LG    | UDF   | LT    | CG-PCS | MCG   | DIV   |
| -------- | ------------------------- | ------ | ------ | ------ | ------ | ----- | ----- | ----- | ----- | ----- | ----- | ----- | ------ | ----- | ----- |
| 07.10.15 | Gfs Berne/SSR             | 27,9%  | 19,2 % | 16,7 % | 11,5 % | 7,2 % | 4,6 % | 5 %   | 1,9 % | 1,3 % | 1,1 % | 0,8 % | NC     | 0,5 % | 2,3 % |
| 07.10.15 | Sotomo/20min              | 29,0 % | 18,4 % | 15,8 % | 11,4 % | 7,4 % | 4,9 % | 5,2 % | NC    | NC    | NC    | NC    | NC     | NC    | 7,9 % |
| 27.09.15 | OpinionPlus/SonntagsBlick | 27,8 % | 19,0 % | 17,1 % | 10,8 % | 7,1 % | 4,4 % | 4,4 % | 2,2 % | NC    | 1,4 % | NC    | NC     | NC    | 5,8 % |
| 16.09.15 | Sotomo/20min              | 29 %   | 17,6 % | 16,8 % | 11,2 % | 6,9 % | 4,9 % | 5,1 % | NC    | NC    | NC    | NC    | NC     | NC    | NC    |
| 09.09.15 | Gfs Berne/SSR             | 28 %   | 19,3 % | 16,9 % | 11,1 % | 7,4 % | 4,2 % | 4,3 % | 1,7 % | NC    | 1 %   | 0,9 % | NC     | NC    | 5,2 % |
| 02.08.15 | OpinionPlus/SonntagsBlick | 26,1 % | 18,1 % | 16,9 % | 10,9 % | 6,7 % | 5,6 % | 5,3 % | 2 %   | NC    | 1,3 % | NC    | NC     | NC    | 7,1 % |
| 24.06.15 | Sotomo/20min              | 27,6 % | 18,2 % | 16,4 % | 12 %   | 6,8 % | 4,9 % | 5 %   | NC    | NC    | NC    | NC    | NC     | NC    | 9,1 % |
| 24.06.15 | GfS Berne/SSR             | 26,1 % | 19,3 % | 17,1 % | 11,5 % | 7,4 % | 4,4 % | 4,8 % | 1,9 % | NC    | 1,1 % | 0,9 % | NC     | NC    | 5,5 % |
| 31.03.15 | GfS Berne/SSR             | 26,2 % | 19,6 % | 16,3 % | 11,8 % | 7,5 % | 4,6 % | 5,6 % | 1,9 % | NC    | 1 %   | 0,8 % | NC     | NC    | 4,7 % |
| 29.01.15 | Vimentis                  | 32,2 % | 16,3 % | 14,4 % | 9,3 %  | 7,6 % | 5,4 % | 7,7 % | NC    | NC    | NC    | NC    | NC     | NC    | NC    |
| 21.12.14 | Léger Marketing/Le Matin  | 23,8 % | 19,8 % | 15,7 % | 12,4 % | 8,2 % | 7,2 % | 7,4 % | NC    | NC    | NC    | NC    | NC     | NC    | NC    |
| 03.10.14 | GfS Berne/SSR             | 24,6 % | 20,1 % | 15,8 % | 11,2 % | 7,3 % | 4,8 % | 7,3 % | 1,8 % | NC    | 1,4 % | 1 %   | NC     | NC    | 4,7 % |
| 30.03.14 | Léger Marketing/Le Matin  | 25%    | 19,4 % | 15,2 % | 12,2 % | 7,4 % | 6,9 % | 6,6 % | NC    | NC    | NC    | NC    | NC     | NC    | NC    |
| 27.09.13 | GfS Berne/SSR             | 25,8 % | 18,7 % | 14,7 % | 11,7 % | 8,3 % | 7,5 % | 5,8 % | 1,8 % | 1,2 % | 1 %   | 1 %   | NC     | NC    | 2,5 % |
| 15.09.13 | Isopublic/Le Matin        | 24,3 % | 19,6 % | 14,1 % | 13,1 % | 7,3 % | 6,1 % | 6,6 % | NC    | NC    | NC    | NC    | NC     | NC    | NC    |
| 21.10.12 | Isopublic/Blick           | 23,7 % | 19,5 % | 15,9 % | 12,9 % | 8,2 % | 6,9 % | 7 %   | NC    | NC    | NC    | NC    | NC     | NC    | n.c   |
| 16.09.12 | Isopublic/Le Matin        | 23,9 % | 19,3 % | 16,3 % | 13 %   | 8,2 % | 6,2 % | 7,7 % | NC    | NC    | NC    | NC    | NC     | NC    | n.c   |
| 25.03.12 | Isopublic/Le Matin        | 23,7 % | 19,9 % | 15,8 % | 12,1 % | 8,2 % | 7 %   | 7,5 % | NC    | NC    | NC    | NC    | NC     | NC    | n.c   |
| 23.10.11 | Dernières élections       | 26,6 % | 18,7 % | 15,1 % | 12,3 % | 8,4 % | 5,4 % | 5,4 % | 2 %   | 0,9 % | 1,3 % | 0,8 % | 0,5 %  | 0,5 % | 2,2 % |

 N.B. : Aucun parti n'est mis en exergue bien qu'il puisse arriver en tête dans les sondages. En effet, le système politique suisse ne tient pas forcément compte du premier arrivé puisque le Gouvernement, qui est élu par le Parlement, est un gouvernement de coalition entre les forces les plus importantes du pays.
† Sondage uniquement mené auprès de représentants de PME.

## Résultats

### Conseil national
|                        |                                     |                        |           |       |      |        |               |  |  |  |  |  |  |  |
| Parti                  | Parti                               | Sigle                  | Voix      | %     | +/-  | Sièges | +/-           |  |  |  |  |  |  |  |
|                        | Union démocratique du centre        | UDC                    | 734 171   | 29,43 | 2,82 | 65     | 11            |  |  |  |  |  |  |  |
|                        | Parti socialiste                    | PS                     | 470 339   | 18,86 | 0,10 | 43     | 3             |  |  |  |  |  |  |  |
|                        | Parti libéral-radical               | PLR                    | 408 793   | 16,39 | 1,26 | 33     | 3             |  |  |  |  |  |  |  |
|                        | Parti démocrate-chrétien            | PDC                    | 289 719   | 11,61 | 0,72 | 27     | 1             |  |  |  |  |  |  |  |
|                        | Les Verts                           | PES                    | 176 075   | 7,06  | 1,39 | 11     | 4             |  |  |  |  |  |  |  |
|                        | Vert'libéraux                       | PVL                    | 115 604   | 4,63  | 0,76 | 7      | 5             |  |  |  |  |  |  |  |
|                        | Parti bourgeois-démocratique        | PBD                    | 102 598   | 4,11  | 1,32 | 7      | 2             |  |  |  |  |  |  |  |
|                        | Parti évangélique                   | PEV                    | 47 355    | 1,90  | 0,10 | 2      | en stagnation |  |  |  |  |  |  |  |
|                        | Union démocratique fédérale         | UDF                    | 29 701    | 1,19  | 0,08 | 0      | en stagnation |  |  |  |  |  |  |  |
|                        | Ligue des Tessinois                 | Lega                   | 24 713    | 0,99  | 0,18 | 2      | en stagnation |  |  |  |  |  |  |  |
|                        | Parti suisse du travail-SolidaritéS | PST-S                  | 20 199    | 0,81  | 0,07 | 1      | 1             |  |  |  |  |  |  |  |
|                        | Parti pirate Suisse                 | PPS                    | 10 373    | 0,42  | 0,06 | 0      | en stagnation |  |  |  |  |  |  |  |
|                        | Parti chrétien-social d'Obwald      | CSPO                   | 9 911     | 0,40  | Nv.  | 1      | en stagnation |  |  |  |  |  |  |  |
|                        | Liste alternative                   | AL                     | 8 908     | 0,36  | Nv.  | 0      | en stagnation |  |  |  |  |  |  |  |
|                        | Mouvement citoyens genevois         | MCG                    | 8 069     | 0,32  | 0,12 | 1      | en stagnation |  |  |  |  |  |  |  |
|                        | Centre gauche - PCS                 | PCS                    | 5 027     | 0,21  | 0,05 | 0      | en stagnation |  |  |  |  |  |  |  |
|                        | Autres                              | Autres                 | 32 862    | 1,32  | –    | 0      | –             |  |  |  |  |  |  |  |
|                        |                                     |                        |           |       |      |        |               |  |  |  |  |  |  |  |
| Suffrages exprimés     | Suffrages exprimés                  | Suffrages exprimés     | 2 494 417 | 98,93 |      |        |               |  |  |  |  |  |  |  |
| Votes blancs et nuls   | Votes blancs et nuls                | Votes blancs et nuls   | 27 085    | 1,07  |      |        |               |  |  |  |  |  |  |  |
| Total                  | Total                               | Total                  | 2 521 502 | 100   | –    | 200    | en stagnation |  |  |  |  |  |  |  |
| Abstention             | Abstention                          | Abstention             | 2 774 004 | 52,38 |      |        |               |  |  |  |  |  |  |  |
| Inscrits/Participation | Inscrits/Participation              | Inscrits/Participation | 5 295 506 | 47,62 |      |        |               |  |  |  |  |  |  |  |

#### Candidats sortants non réélus
Ci-dessous la liste des sortants qui n'ont pas été réélus.
| Nom                                   | Canton     | Parti | Parti |
| ------------------------------------- | ---------- | ----- | ----- |
| Thomas Böhni (de)                     | Thurgovie  |       | PVL   |
| Roland Borer                          | Soleure    |       | UDC   |
| Max Chopard-Acklin (de)               | Argovie    |       | PSS   |
| Hans Fehr                             | Zurich     |       | UDC   |
| Roland Fischer                        | Lucerne    |       | PVL   |
| Josias Gasser (de)                    | Grisons    |       | PVL   |
| Jean-René Germanier                   | Valais     |       | PLR   |
| Yvonne Gilli                          | Saint-Gall |       | PES   |
| Margrit Kessler (de)                  | Saint-Gall |       | PVL   |
| Markus Lehmann                        | Bâle-Ville |       | PDC   |
| Anne Mahrer                           | Genève     |       | PES   |
| Thomas Maier (Politiker) (de)         | Zurich     |       | PVL   |
| Christoph Mörgeli                     | Zurich     |       | UDC   |
| Jacques Neirynck                      | Vaud       |       | PDC   |
| Pierre Rusconi                        | Tessin     |       | UDC   |
| Ernst Schibli                         | Zurich     |       | UDC   |
| Ursula Schneider Schüttel             | Fribourg   |       | PSS   |
| Urs Schläfli (de)                     | Soleure    |       | PDC   |
| Heinz Siegenthaler                    | Berne      |       | PBD   |
| Daniel Stolz (de)                     | Bâle-Ville |       | PLR   |
| Aline Trede                           | Berne      |       | PES   |
| Andy Tschümperlin                     | Schwytz    |       | PSS   |
| Christian van Singer                  | Vaud       |       | PES   |
| Rudolf Winkler (Politiker, 1955) (de) | Zurich     |       | PBD   |

### Conseil des États
|       |                              |              |        |               |  |  |  |  |  |  |  |  |  |  |
| Parti | Parti                        | Sigle        | Sièges | +/-           |  |  |  |  |  |  |  |  |  |  |
|       | Parti démocrate-chrétien     | PDC          | 13     | en stagnation |  |  |  |  |  |  |  |  |  |  |
|       | Parti libéral-radical        | PLR          | 13     | 2             |  |  |  |  |  |  |  |  |  |  |
|       | Parti socialiste             | PS           | 12     | 1             |  |  |  |  |  |  |  |  |  |  |
|       | Union démocratique du centre | UDC          | 5      | en stagnation |  |  |  |  |  |  |  |  |  |  |
|       | Les Verts                    | PES          | 1      | 1             |  |  |  |  |  |  |  |  |  |  |
|       | Parti bourgeois-démocratique | PBD          | 1      | en stagnation |  |  |  |  |  |  |  |  |  |  |
|       | Vert'libéraux                | PVL          | 0      | 2             |  |  |  |  |  |  |  |  |  |  |
|       | Indépendants                 | Indépendants | 1      | en stagnation |  |  |  |  |  |  |  |  |  |  |
|       |                              |              |        |               |  |  |  |  |  |  |  |  |  |  |
| Total | Total                        | Total        | 46     | en stagnation |  |  |  |  |  |  |  |  |  |  |

| Canton                                        | Siège 1              |  | Parti | Siège 2                  |                          | Parti                    |
| --------------------------------------------- | -------------------- |  | ----- | ------------------------ | ------------------------ | ------------------------ |
| Zurich                                        | Daniel Jositsch      |  | PSS   | Ruedi Noser              |                          | PLR                      |
| Berne                                         | Werner Luginbühl*    |  | PBD   | Hans Stöckli*            |                          | PSS                      |
| Lucerne                                       | Konrad Graber*       |  | PDC   | Damian Müller            |                          | PLR                      |
| Uri                                           | Isidor Baumann*      |  | PDC   | Josef Dittli             |                          | PLR                      |
| Schwytz                                       | Peter Föhn*          |  | UDC   | Alex Kuprecht*           |                          | UDC                      |
| Nidwald                                       | Hans Wicki           |  | PLR   | un seul siège à pourvoir | un seul siège à pourvoir | un seul siège à pourvoir |
| Obwald                                        | Erich Ettlin         |  | PDC   | un seul siège à pourvoir | un seul siège à pourvoir | un seul siège à pourvoir |
| Glaris                                        | Thomas Hefti*        |  | PLR   | Werner Hösli*            |                          | UDC                      |
| Zoug                                          | Joachim Eder*        |  | PLR   | Peter Hegglin            |                          | PDC                      |
| Fribourg                                      | Christian Levrat*    |  | PSS   | Beat Vonlanthen          |                          | PDC                      |
| Soleure                                       | Pirmin Bischof*      |  | PDC   | Roberto Zanetti*         |                          | PSS                      |
| Bâle-Campagne                                 | Claude Janiak*       |  | PSS   | un seul siège à pourvoir | un seul siège à pourvoir | un seul siège à pourvoir |
| Bâle-Ville                                    | Anita Fetz*          |  | PSS   | un seul siège à pourvoir | un seul siège à pourvoir | un seul siège à pourvoir |
| Schaffhouse                                   | Hannes Germann*      |  | UDC   | Thomas Minder*           |                          | DVD/SE                   |
| Appenzell Rhodes-Extérieures                  | Andrea Caroni        |  | PLR   | un seul siège à pourvoir | un seul siège à pourvoir | un seul siège à pourvoir |
| Appenzell Rhodes-Intérieures                  | Ivo Bischofberger*   |  | PDC   | un seul siège à pourvoir | un seul siège à pourvoir | un seul siège à pourvoir |
| Saint-Gall                                    | Karin Keller-Sutter* |  | PLR   | Paul Rechsteiner*        |                          | PSS                      |
| Grisons                                       | Stefan Engler*       |  | PDC   | Martin Schmid*           |                          | PLR                      |
| Argovie                                       | Pascale Bruderer*    |  | PSS   | Philipp Müller           |                          | PLR                      |
| Thurgovie                                     | Roland Eberle*       |  | UDC   | Brigitte Häberli-Koller* |                          | PDC                      |
| Tessin                                        | Fabio Abate*         |  | PLR   | Filippo Lombardi*        |                          | PDC                      |
| Vaud                                          | Olivier Français     |  | PLR   | Géraldine Savary*        |                          | PSS                      |
| Valais                                        | Jean-René Fournier*  |  | PDC   | Beat Rieder              |                          | PDC                      |
| Neuchâtel                                     | Didier Berberat*     |  | PSS   | Raphaël Comte*           |                          | PLR                      |
| Genève                                        | Robert Cramer*       |  | PES   | Liliane Maury Pasquier*  |                          | PSS                      |
| Jura                                          | Claude Hêche*        |  | PSS   | Anne Seydoux-Christe*    |                          | PDC                      |
| * signifie que le candidat sortant est réélu. |                      |  |       |                          |                          |                          |